# IC 4545
IC 4545 је спирална галаксија у сазвјежђу Рајска птица која се налази на листи објеката дубоког неба у Индекс каталогу.
Деклинација објекта је - 81° 37' 35" а ректасцензија 15h 41m 28,6s. Привидна величина (магнитуда) објекта IC 4545 износи 13,3 а фотографска магнитуда 14,0. IC 4545 је још познат и под ознакама ESO 22-11, IRAS 15328-8127, PGC 55799.